# Лисичкин, Сергей Петрович
Сергей Петрович Лисичкин (29 августа 1959) — советский и киргизский футболист, нападающий и полузащитник. Мастер спорта Кыргызстана (1995).

## Биография
В первенствах СССР играл за команды Киргизской и Узбекской ССР, выступавшие во второй и второй низшей лигах. В ведущей команде Кыргызстана — «Алге» провёл три сезона. В составе ошского «Алая» выступал пять сезонов с перерывами, забив за это время 50 голов. Всего в советских первенствах сыграл не менее 250 матчей, забив не менее 87 голов.
После распада СССР играл за клубы высшей лиги Кыргызстана. В 1992—1993 годах выступал за «СКА-Достук», стал серебряным призёром первого независимого чемпионата страны (1992). В 1994—1995 годах играл за «Кант-Ойл» и стал двукратным чемпионом Кыргызстана. В 1995 году показал свой лучший бомбардирский результат — 25 голов за сезон, и стал вторым в споре снайперов чемпионата после своего одноклубника Александра Мерзликина. В 1996—1998 годах играл за команду «АиК»/«Национальная гвардия», стал обладателем Кубка Кыргызстана (1996), серебряным (1996) и двукратным бронзовым (1997, 1998) призёром национального чемпионата. В конце карьеры провёл два сезона в составе бишкекского «Полёта» и завоевал ещё две бронзовые медали (1999, 2000).
Всего в чемпионатах Кыргызстана в высшей лиге забил 100 голов в 171 матче. Со 110 голами (10 — в Кубке Кыргызстана) входит в Клуб Алмаза Чокморова для футболистов Кыргызстана, забивших более 100 голов после провозглашения независимости.
В первые годы после окончания профессиональной карьеры играл в чемпионате Кыргызстана среди ветеранов. В дальнейшем эмигрировал в Германию.

## Личная жизнь
Отец, Пётр Иванович (род. 1931) — известный в Кыргызстане борец и тренер по борьбе. Мать, Лемма Ивановна — волейболистка, преподаватель.